# Bougou
Bougou ist ein Arrondissement im Département Donga im westafrikanischen Staat Benin. Es ist eine Verwaltungseinheit, die der Gerichtsbarkeit der Kommune Djougou untersteht.

## Demografie und Verwaltung
Gemäß der Volkszählung 2013 des beninischen Statistikamtes INSAE hatte das Arrondissement 9505 Einwohner, davon waren 4573 männlich und 4932 weiblich.
Von den 122 Dörfern und Quartieren der Kommune Djougou entfallen vier auf Bougou: Bougou-Fana, Bougou-Lira, Kpandouga und Kpaouya.